# Naczepa

Naczepa (2) z ciągnikiem siodłowym (1) tworzy pojazd członowy

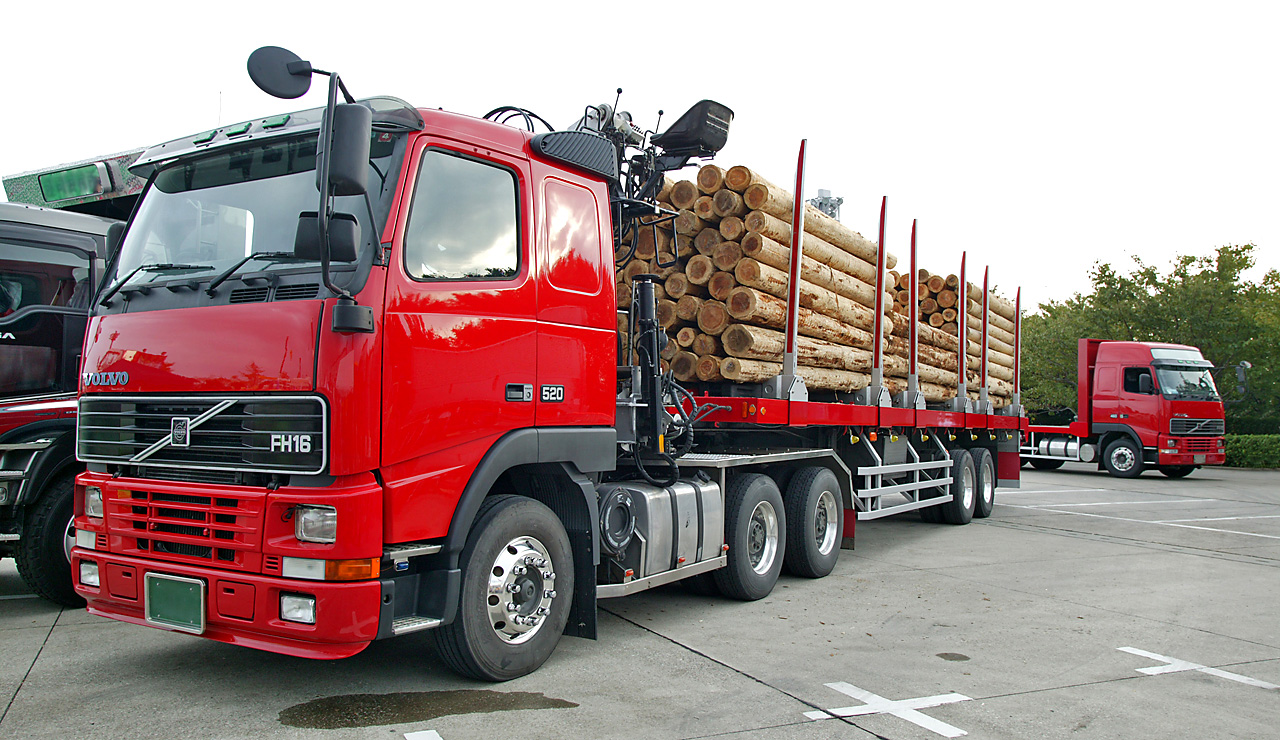
3-osiowy ciągnik siodłowy z żurawiem przeładunkowym w pozycji transportowej z doczepioną 2-osiową naczepą kłonicową

Naczepa – pojazd drogowy przeznaczony do transportu rzeczy, bez przedniej osi i zaprojektowany tak, że część pojazdu i znaczna część ładunku spoczywa na ciągniku samochodowym.
Polska należy do czołowych producentów naczep w Europie.
Ciągnik siodłowy z naczepą połączony jest za pomocą sprzęgu siodłowego (połączenie sworzniowe).

## Rodzaje naczep
- kurtynowa, uniwersalna, tzw. firanka lub plandeka – naczepa ogólnego zastosowania. Pozwala na załadunek oraz rozładunek tyłem, bokiem i górą oraz transport towaru m.in. w big bagach(inne języki), na paletach lub luzem.
  - burtowa – naczepa kurtynowa z plandeką lub bez niej przeznaczona do przewozu materiałów odpornych na warunki atmosferyczne, najczęściej materiałów budowlanych. Może mieć zamontowany żuraw przeładunkowy.
  - Jumbo, MEGA – naczepa kurtynowa o obniżonym zawieszeniu i podnoszonym dachu pozwalająca na załadunek wyższych towarów o wysokości 3 m.
  - Coilmulde, mulda – naczepa kurtynowa do przewozu stali walcowanej w kręgach.
- izoterma, furgon – naczepa furgonowa[5] często posiada izolację, pozwala na transport towarów delikatnych oraz wartościowych.
- chłodnia – izolowana naczepa furgonowa wykorzystywana głównie do transportu ładunków łatwo psujących się, wymagających niskiej temperatury: leki, mrożonki, warzywa, owoce. Wyposażona jest w agregat chłodniczy spalinowy lub elektryczny.
  - chłodnia piętrowa (niem. doppelstock) – umożliwia transport towarów na dwóch poziomach.
- wywrotka, pot. wanna, patelnia – o konstrukcji stalowej lub aluminiowej wykorzystywane są do transportu materiałów sypkich lub w kawałkach: ziemi, piasku, gruzu, zboża, węgla.
- samowyładowcza, ruchoma podłoga (podest ruchomy załadowczy) – dzięki hydraulicznie napędzanej podłodze pozwala na samodzielny załadunek i rozładunek m.in. torfu, płodów rolnych, złomu.
- niskopodwoziowe, platformy – specjalistyczna naczepa lub przyczepa przeznaczona do transportu maszyn i urządzeń ponadgabarytowych często o znacznej masie[6].
  - niskopodwoziowe semi – naczepa z zagłębionym właściwym pokładem ładunkowym
  - niskopodwoziowe tiefbett – naczepa z tzw. balkonem i znajdującym się niżej właściwym pokładem ładunkowym. Wykorzystywane są do przewozu maszyn rolniczych i budowlanych.
  - platforma – przeznaczone do przewozu ładunków specjalnych, przestrzennych.
  - platforma tele, dłużyca – naczepa przeznaczona do transportu długich elementów, rury, belki, łopatki śmigła turbiny wiatrowej.
  - inloader – naczepa specjalna przeznaczona do transportu tafli szkła.
  - pojazdy modułowe, samobieżny transporter modułowy (ang. SPMT)(inne języki) – dzięki zastosowaniu modułów tzw. wózków możliwy jest transport ładunków o wadze od kilkuset do kilku tysięcy ton.
- podkontenerowe – konstrukcyjnie zbliżone do platform. Przeznaczone są do przewozu nadwozi wymiennych lub kontenerów morskich.
  - naczepa podkontenerowa typu gęsia szyjka – pozwala na przewóz wyższych ładunków[7].
- cysterna – wykorzystywana jest do przewozu materiałów płynnych lub gazowych, często zaliczanych do grupy towarów niebezpiecznych. Wyróżnia się cysterny:
  - chemiczne – przeznaczone do przewozu płynnych towarów chemicznych w temperaturze otoczenia lub wyższej, np. asfalt,
  - paliwowe – przeznaczona do przewozu paliwa w formie płynnej,
  - gazowe – przeznaczona do przewozu paliwa w formie gazowej,
  - spożywcze – przeznaczone do przewozu wyłącznie produktów spożywczych m.in. etanol, czekolada, woda, mleko.
- silos – wykorzystywany jest do przewozu materiałów sypkich pylastych: pasza, mąka,
- naczepa burtowa z zamontowanym żurawiem przeładunkowym tzw. HDS – umożliwia samodzielny załadunek i rozładunek towaru.
- naczepa kłonicowa, leśna – służy do przewozu drewna.
- naczepa do przewozu aut, autotransporter, laweta – specjalna naczepa, przyczepa przeznaczona do przewozu samochodów.
- naczepa do przewozu żywca – naczepa specjalna wykorzystywana do przewozu żywych zwierząt
- inne naczepy o zabudowie specjalistycznej:
  - naczepa betonomieszarka (duża pompogruszka) 3-osiowa[8] i doczepiana 1-osiowa[9]
  - naczepa medyczna (np. do badań mammograficznych)
  - naczepa śmieciarka
  - naczepa-agregat prądotwórczy
  - naczepa techniczna telewizyjnaNaczepa wykorzystywana do przewozu koni z gęsią szyjką podczepiona do pickupa.

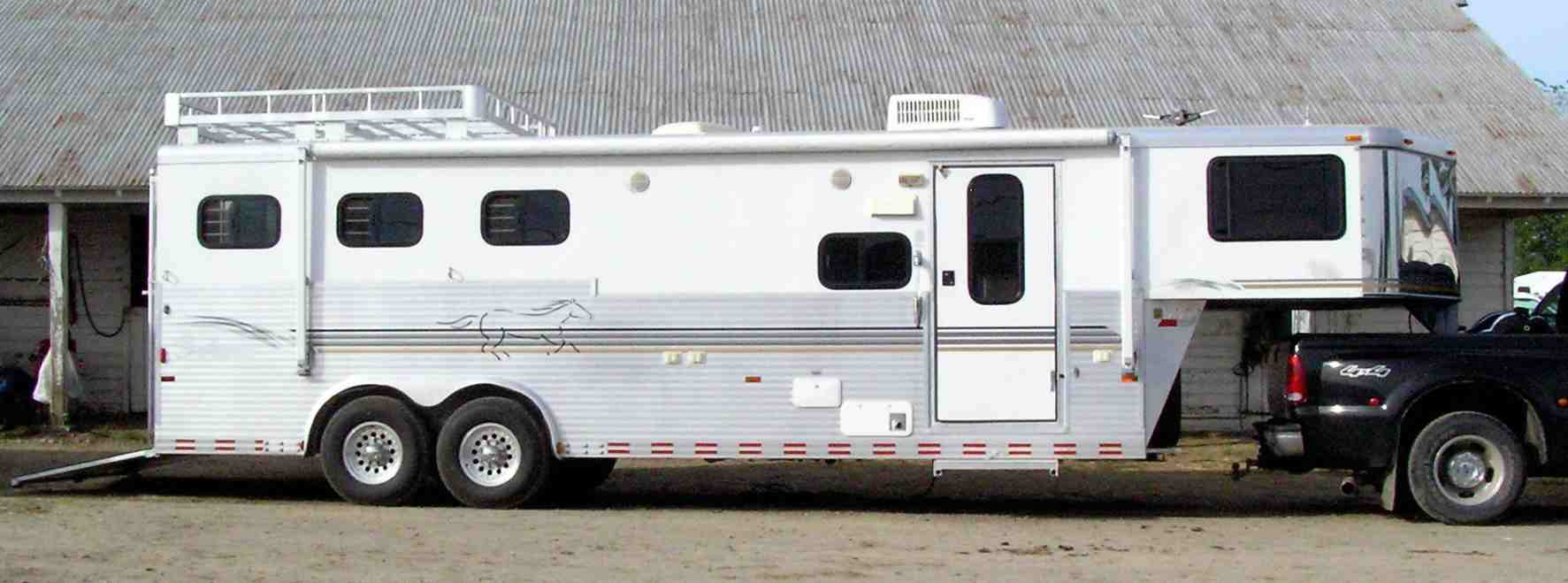
Naczepa wykorzystywana do przewozu koni z gęsią szyjką podczepiona do pickupa.

  - naczepa do transportu samochodów wyścigowych (np. bolidów Formuły 1)